# Bosmediano
Bosmediano, bürgerlich Antonio Rodríguez Bosmediano, (* 20. Oktober 1948 in Las Palmas) ist ein ehemaliger spanischer Fußballspieler.

## Karriere

### Vereine
Bosmediano spielte in der Saison 1969/70 erstmals im Seniorenbereich Fußball. Mit der UD Las Palmas war er bis Saisonende 1971/72 in der Primera División, der höchsten Spielklasse im spanischen Fußball vertreten. Er debütierte am 14. Dezember 1969 (14. Spieltag) beim 1:0-Sieg im Heimspiel gegen den FC Barcelona, sein erstes Tor erzielte er am 4. Januar 1970 (17. Spieltag) beim 2:2-Unentschieden im Heimspiel gegen Atlético Madrid mit dem Treffer zum 2:1 in der 50. Minute. Danach stürmte er eine Saison lang für Real Valladolid in der Segunda División – 33 Mal mit drei Torerfolgen. In der Saison 1973/74 gehörte er dem CD Tudelano an, für den er in der Tercera División RFEF, der seinerzeit dritthöchsten Spielklasse, kein Punktspiel bestritt. Aufgrund dessen – in sein Geburtsort zurückgekehrt – fand er Anschluss bei der UD Las Palmas; wurde jedoch in der Primera División nicht eingesetzt, sodass er sich während der laufenden Saison nach Pamplona veränderte. Beim dort ansässigen CA Osasuna begann und beendete er seine Spielerkarriere in der Segunda División – am Saisonende 1977/78, dazwischen ereilte ihn und seine Mannschaft zweimal (1974 und 1976) der Abstieg in die Tercera División RFEF.

### Nationalmannschaft
Mit der Amateurnationalmannschaft Spaniens nahm er am Wettbewerb um den UEFA Amateur Cup teil. In der zweiten Auflage 1969/70 ging er mit seiner Mannschaft als Sieger aus der Gruppe 2 hervor und gelangte in der Endrunde mit dem 6:0-Sieg über die Amateurnationalmannschaft Italiens ins Finale. Da die Finalbegegnung am 3. Juli 1970 in Forte dei Marmi gegen die Amateurnationalmannschaft der Niederlande mit 1:1 n. V. keinen Sieger fand, wurde das Spiel einen Tag später an selber Stätte wiederholt. In diesem setzte er sich mit seiner Mannschaft mit 2:1 durch.
Im Vorfeld des olympischen Fußballturniers 1972 in München wurde er in drei Qualifikationsspielen der Gruppe 2 eingesetzt, wobei ihm ein Tor gelang.

## Erfolge
- Europameister der Amateure 1970
- Aufstieg in die Segunda División 1975 und 1977

## Anmerkung
1. ↑  Statistik ohne Saison 1974/75 und 1976/77

| Personendaten    | Personendaten                                      |
| ---------------- | -------------------------------------------------- |
| NAME             | Bosmediano                                         |
| ALTERNATIVNAMEN  | Bosmediano, Antonio Rodríguez (vollständiger Name) |
| KURZBESCHREIBUNG | spanischer Fußballspieler                          |
| GEBURTSDATUM     | 20. Oktober 1948                                   |
| GEBURTSORT       | Las Palmas, Spanien                                |